# Meg Ryan
Margaret Mary Emily Anne Hyra, conocida profesionalmente como Meg Ryan (Fairfield, Connecticut, 19 de noviembre de 1961) es una actriz de cine, televisión y productora de cine y televisión estadounidense. 
A lo largo de su carrera profesional, Ryan ha recibido varios premios y nominaciones entre los que destacan tres candidaturas al Globo de Oro a la mejor actriz de comedia o musical y una al Premio del Sindicato de Actores a la mejor actriz protagonista.
Actriz de gran éxito comercial, durante tres lustros lideró las taquillas, hasta 2009, sus películas habían recaudado más de 1100 millones de dólares en Estados Unidos y en los años noventa se convirtió en la carismática novia del país, gracias a comedias románticas como Cuando Harry encontró a Sally (Título original: When Harry Met Sally...) (1989), Algo para recordar (Sintonía de amor en Hispanoamérica, título original en inglés: Sleepless in Seattle (1993)) o Tienes un e-mail (Título original: You've Got Mail) (1998).

## Biografía
Los padres de Meg son Harry Hyra, un profesor de matemáticas, nacido en Polonia, y Susan Jordan Duggan, también profesora, y natural de Irlanda. Tiene dos hermanas, Dana y Annie, y un hermano, Andrew. Se graduó del colegio Saint Pius X Elementary School, en Fairfield, lugar en que su madre ejercía como profesora de sexto grado. Fue educada en la religión católica por su familia. Después, Ryan estudió periodismo en la Universidad de Nueva York.

## Carrera

### Inicios
La carrera de Meg Ryan empezó con su participación en la película "Ricas y famosas", en la que interpretaba el papel de Debby Blake. Un año después apareció en la serie de televisión As the World Turns (1982). Posteriormente trabajó en "Amityville III: The Demon". En 1986, formó parte del elenco de "Armed and Dangerous" y "Promised Land" bajo la dirección de Michael Hoffman. Al año siguiente interpretó a Lydia Maxwell, una intrépida y atractiva periodista, en Innerspace (El chip prodigioso/Viaje insólito), dirigida por Joe Dante. Durante este rodaje, Ryan conoció al que sería su marido durante más de diez años, el actor Dennis Quaid, que protagonizaba esta película. Esta cinta  fue nominada a la mejor película de ciencia ficción, mejor realización y mejores efectos especiales, en la Academia de películas de ciencia ficción, fantástico y horror, en 1988 y fue galardonada con el Óscar a película con mejores efectos visuales (Dennis Muren, Bill George, Harley Jessup y Kenneth Smith) ese mismo año.
En 1989, saltó al estrellato al protagonizar la comedia romántica When Harry Met Sally..., junto a Billy Crystal, con guion de  Nora Ephron. En este film, que supuso un gran éxito de crítica y público, interpretaba una famosa escena en una restaurante en la que simulaba un orgasmo. 
Durante esos años, compartió pantalla con Tom Hanks en tres comedias de gran éxito Joe contra el volcán (1990) y Sleepless in Seattle (1993) por las que recibió nominaciones al Globo de Oro a la mejor actriz de comedia o musical y algo después Tienes un e-mail (1998).
En 1991, interpretó a Pamela Courson, la novia de Jim Morrison, en la película The Doors de Oliver Stone, en la que compartía créditos con Val Kilmer. La familia de Pamela quedó muy molesta por la forma en que se muestra a Courson en la cinta, haciéndole pasar por drogadicta cuando según la familia, en realidad, Morrison era el inductor. El siguiente proyecto fue Prelude to a Kiss (1992) con Alec Baldwin, y en 1995 fue candidata al premio del Sindicato de Actores a la mejor actriz por el drama Cuando un hombre ama a una mujer, en la que interpretaba a una mujer  alcohólica. Ese mismo año también estrenó la comedia I.Q., con Tim Robbins y Walter Matthau, estrenada en diciembre de 1994. Cuatro años después protagonizó "City of Angels" junto al actor Nicolas Cage, dirigida por Brad Silberling y rodada en Los Ángeles.

### 1995-2000
En 1995 protagonizó y debutó como productora con French Kiss, una comedia, en la que interpretaba a una mujer que viajaba a Francia para tratar de recuperar el amor de su novio. Ese mismo año también formó parte del reparto del filme de época Restoration  que incluía a nombres como Hugh Grant, Sam Neill y Robert Downey Jr. . En 1996 dio vida a la capitana Karen Walden en Courage Under Fire (1996), la primera película que tuvo un argumento con la temática de la guerra del golfo y en la que compartió cartel con Denzel Washington, y con la que obtuvo una respuesta positiva de la crítica. Dragan Antulov dijo que «para Meg Ryan esta es la oportunidad para olvidar su imagen de chica de comedia romántica e interpretar papeles serios, para variar».
Protagonizó la comedia romántica Adictos al amor (1997) y prestó su voz al personaje de Anastasia en la película de título homónimo. En 1998 protagonizó diversas cintas, las comedias románticas City of Angels con Nicolas Cage y Tienes un e-mail, de nuevo con Tom Hanks, siendo candidata nuevamente al Globo de Oro a la mejor actriz de comedia o musical, E! Online publicó que «la química entre Hanks y Ryan es innegable». Ambas producciones recaudaron 198 y 250 millones de dólares respectivamente. Intervino con Sean Penn y Kevin Spacey en el drama independiente Hurlyburly. Posteriormente llegarían las cintas Hanging Up (2000), Kate y Leopold (2001) y la cinta de acción Prueba de vida (2000), con Russell Crowe como compañero de reparto y con quien mantuvo una breve relación sentimental durante el rodaje.

### 2002-presente
En 2002, decidió dar un giro en su carrera con En carne viva (2003), un drama dirigido por Jane Campion, en la que aparecía desnuda en una escena. Fue un hecho que a partir de entonces se quebró el idilio que mantenía con el público estadounidense. Desde ese momento la carrera de Meg Ryan no volvió a ser la misma. Se ha argumentado que la ruptura de su matrimonio y su cambio de registro en esta película no fue aceptado por el público y fueron claves de su declive comercial.
Al año siguiente protagonizó Against the Ropes (2004), en la que interpretaba a una mánager de boxeo. Intervino en un personaje secundario, como una mujer enferma de cáncer de mama, en Entre mujeres (2007) y trabajó a las órdenes de Diane English y junto a Eva Mendes, Debra Messing y Annette Bening en The Women (2008), por la que recibió su primera candidatura al Razzie a la peor actriz. La prensa cinematográfica dijo «Meg Ryan está muy bien aquí, pero The Women es la típica comedia romántica que hace que los hombres odien este tipo de cine».
En Mi novio es un ladrón (2008) tuvo como compañero de reparto a Antonio Banderas. La película se estrenó en España en abril de 2008 y no llegó a ser distribuida en salas en Estados Unidos. También la comedia The Deal, con William H. Macy fue estrenada directamente para vídeo en enero de 2009. Ese mismo año encabezó el reparto de Serious Moonlight, la cinta fue estrenada en Estados Unidos en diciembre de 2009 y directa al mercado doméstico en numerosos países como Argentina.
En 2016, Meg Ryan realizó su debut como directora con la película Ithaca, basada en The Human Comedy, la novela de William Saroyan de 1943 que se inspira en el clásico del poeta griego Homero, "La odisea", cuenta la historia de Homer Macauley (Alex Neustaedter), un joven de 14 años que se propone ser el mensajero de telegramas más rápido del mundo, usando una bicicleta. Jack Quaid, hijo de Meg Ryan, encarna a su hermano mayor, quien abandona el hogar para combatir en la Segunda Guerra Mundial. Ryan y Tom Hanks interpretan a los padres de los hermanos. El reparto lo completan Sam Shepard y Hamish Linklater. Esta producción fue la cuarta película juntos de Ryan y Hanks, conocidos como "la pareja de oro de las comedias románticas de los años 90". Antes habían protagonizado Joe contra el volcán (1990), Sleepless in Seattle (1993) y You've Got Mail (1998).
En 2019 confesó que había perdido el interés por la interpretación y el mundo de Hollywood, y que nunca se sintió actriz vocacional.

## Vida privada
Meg Ryan contrajo matrimonio con el actor Dennis Quaid el 14 de febrero de 1991. Tuvieron un hijo, Jack Henry Quaid, nacido el 24 de abril de 1992. Dennis tuvo problemas con las drogas, fue adicto a la cocaína desde 1989. Quaid ha declarado en numerosas ocasiones que "el tratamiento y la recuperación fueron muy difíciles y afectaron a su matrimonio". La pareja se divorció el 16 de julio de 2001 después de que Ryan protagonizara un romance con el actor Russell Crowe, su compañero de reparto en la película Proof of Life (2000).
La actriz está involucrada en la política estadounidense, defendiendo el partido demócrata de Estados Unidos, especialmente las iniciativas y los programas de protección del medio ambiente. En 2003, apoyó la campaña de Wesley Clark para ser presidente de los Estados Unidos y dio su apoyo a John Kerry en las elecciones presidenciales de 2004.
La actriz adoptó en 2006 a una niña de origen chino de 14 meses, llamada Daisy True.

## Filmografía
| Año  | Película                         | Personaje                 | Director                    |
| ---- | -------------------------------- | ------------------------- | --------------------------- |
| 1981 | Ricas y famosas                  | Debby Blake               | George Cukor                |
| 1983 | Amityville III: The Demon        | Lisa                      | Richard Fleischer           |
| 1986 | Armed and Dangerous              | Maggie Cavanaugh          | Mark L. Lester              |
| 1986 | Top Gun                          | Carole Bradshaw           | Tony Scott                  |
| 1987 | Promised Land                    | Beverly Sykes             | Michael Hoffman             |
| 1987 | Innerspace                       | Lydia Maxwell             | Joe Dante                   |
| 1988 | Muerto al llegar                 | Sydney Fuller             | Annabel Jankel Rocky Morton |
| 1988 | The Presidio                     | Donna Caldwell            | Peter Hyams                 |
| 1988 | When Harry Met Sally...          | Sally Albright            | Rob Reiner                  |
| 1990 | Joe contra el volcán             | Patricia Graynamore       | John Patrick Shanley        |
| 1991 | The Doors                        | Pamela Courson            | Oliver Stone                |
| 1992 | Prelude to a Kiss                | Rita Boyle                | Norman René                 |
| 1993 | Sleepless in Seattle             | Annie Reed                | Nora Ephron                 |
| 1993 | Flesh and Bone                   | Kay Davies                | Steve Kloves                |
| 1994 | Cuando un hombre ama a una mujer | Alice Green               | Luis Mandoki                |
| 1994 | I.Q.                             | Catherine Boyd            | Fred Schepisi               |
| 1995 | French Kiss                      | Kate                      | Lawrence Kasdan             |
| 1995 | Restoration                      | Katharine                 | Michael Hoffman             |
| 1996 | Courage Under Fire               | Capitán Karen Emma Walden | Edward Zwick                |
| 1997 | Adictos al amor                  | Maggie                    | Griffin Dunne               |
| 1997 | Anastasia                        | Anastasia (voz)           | Don Bluth Gary Goldman      |
| 1998 | City of Angels                   | Dr. Maggie Rice           | Brad Silberling             |
| 1998 | Hurlyburly                       | Bonnie                    | Anthony Drazan              |
| 1998 | You've Got Mail                  | Kathleen Kelly            | Nora Ephron                 |
| 2000 | Hanging Up                       | Eve Mozell Marks          | Diane Keaton                |
| 2000 | Prueba de vida                   | Alice Bowman              | Taylor Hackford             |
| 2001 | Kate y Leopold                   | Kate McKay                | James Mangold               |
| 2003 | En carne viva                    | Frannie Avery             | Jane Campion                |
| 2004 | Contra las cuerdas               | Jackie Kallen             | Charles S. Dutton           |
| 2007 | Los Simpson                      | Dr. Swanson (voz)         | Susie Dietter               |
| 2007 | Entre mujeres                    | Sarah Hardwicke           | John Kasdan                 |
| 2008 | Mi novio es un ladrón            | Marty                     | George Gallo                |
| 2008 | The Women                        | Mary Haines               | Diane English               |
| 2008 | The Deal                         | Deidre Hearn              | Steven Schachter            |
| 2009 | Serious Moonlight                | Louise                    | Cheryl Hines                |
| 2016 | Ithaca                           | Mrs. Kate Macauley        | Meg Ryan                    |
| 2023 | What Happens Later               | Willa                     | Meg Ryan                    |

### Series de televisión
- One of the Boys (1982)
- ABC Afterschool Specials (1982)
- As the World Turns (1984)
- Charles in Charge (1985)
- Wildside (1985)
- Capitán Planeta y los planetarios (1991)
- Web Therapy (2013)
- How I Met Your Dad (2014)

## Premios y nominaciones
| Año  | Premio                           | Categoría                        | Película                 | Resultado |
| ---- | -------------------------------- | -------------------------------- | ------------------------ | --------- |
| 1999 | Globos de Oro                    | Mejor actriz - Comedia o musical | You've Got Mail          | Nominada  |
| 1994 | Globos de Oro                    | Mejor actriz - Comedia o musical | Sleepless in Seattle     | Nominada  |
| 1990 | Globos de Oro                    | Mejor actriz - Comedia o musical | When Harry Met Sally...  | Nominada  |
| 1995 | Premios del Sindicato de Actores | Mejor actriz protagonista        | When a Man Loves a Woman | Nominada  |
| 2024 | Premios Sant Jordi               | Premio de honor                  | Premio de honor          | Ganadora  |